# Beatrix Mesmer
Pour les articles homonymes, voir Messmer.
Beatrix Mesmer, née le 2 juin 1931 à Munich et morte le 24 septembre 2015 à Berne, est une historienne suisse d'origine allemande.
Elle est l'une des premières femmes nommées professeur ordinaire à l'Université de Berne, occupant la chaire d'histoire suisse et d'histoire générale de 1973 à 1996. Elle est également la première vice-rectrice de l'institution.
Elle est considérée à sa mort comme « l'une des personnalités les plus importantes pour la recherche historique en Suisse », notamment pour le XIXe siècle et les mouvements féministes.

## Biographie

### Origines et famille
Beatrix Mesmer naît Beatrix Strupp le 2 juin 1931 à Munich, sous la République de Weimar. Elle émigre en Suisse avec sa famille après la Nuit de Cristal en 1938 et devient apatride en 1941.
Son père, Ernst Strupp, mort en 1948, est un chimiste et un ingénieur issu d'une famille juive ; sa mère, née Wally Krusemark, est également chimiste et meurt lorsque sa fille est âgée de 10 ans.
Elle épouse en 1952 Heinz Mesmer, enseignant au gymnase, acquérant ainsi la nationalité suisse et le droit de cité de Muttenz, dans le canton de Bâle-Campagne. Mère d'un enfant, né la même année et exerçant à l'âge adulte la profession de juriste, elle devient veuve en 2002.

### Études et premiers métiers
Beatrix Mesmer fait ses études primaires et secondaires à Aarberg et Bienne, dans le canton de Berne.
D'abord destinée au métier de tailleur, elle décide après la mort de son père en 1948 de faire des études. Après six mois de formation commerciale, elle travaille une année comme hygiéniste dentaire, ce qui lui permet de réunir assez d'argent pour s'inscrire à une école privée à Berne, où elle obtient en 1951, au bout de trois semestres, une maturité gymnasiale,.
Elle fait ensuite des études d'histoire, d'histoire de l'art et de sciences des médias à l'Université de Berne et à l'université libre de Berlin, tout en travaillant comme rédacteur adjoint pour l'Agence télégraphique suisse.
Elle devient assistante à l'Institut d'histoire de l'Université de Berne en 1959, puis premier assistant. Elle obtient un doctorat ès lettres en 1961, avec une thèse portant sur l'idée d'alliance intellectuelle entre les Allemands et les Français développée par Arnold Ruge, puis une habilitation en 1972, avec une thèse portant sur la fiscalité aux premiers temps du socialisme.

### Parcours universitaire
Elle est l'une des premières femmes nommées professeur ordinaire à l'Université de Berne, occupant à la suite de Hans von Greyerz (de) la chaire d'histoire suisse et d'histoire générale de 1973 à 1996,,.
Elle est également la première femme à y occuper, de 1989 à 1992, un poste de vice-recteur, après celui de doyen de la Faculté de philosophie et d'histoire de 1978 à 1979.

### Domaines de recherche
Les débuts du socialisme et l'histoire suisse du XIXe siècle constituent ses principaux domaines de recherche,, puis à partir des années 1980, notamment sous l'influence de ses assistantes Brigitte Schnegg (de) et Anne-Marie Stalder, l'histoire des mentalités et des mouvements féministes,. Elle ne se considère cependant pas comme une féministe.

### Autres fonctions
Beatrix Mesmer préside la Société suisse d'histoire de 1989 à 1995. Elle parvient, à ce titre, à empêcher la destruction des fiches récoltées par la police sur les citoyens, afin que la recherche puisse les exploiter,.
Elle est l'un des cofondateurs du comité de publication des Documents diplomatiques suisses. Elle est également membre du conseil de fondation du Dictionnaire historique de la Suisse de 1988 à 1994, membre du Conseil suisse de la science de 1989 à 1996 et membre du conseil de la recherche du Fonds national suisse de 1992 à 2001.

### Mort
Elle meurt le 24 septembre 2015 à Berne, à l'âge de 84 ans, lors d'une promenade.

## Distinction
- 2011 : prix de la Société internationale pour les droits de l'homme, conjointement avec Marthe Gosteli[6], pour leur action en faveur des droits des femmes[12].

## Publications
- (de) Steuerreform als Übergangsmassnahme : Die Rezeption der Forderung nach progressiver Besteuerung in den frühsozialistischen Programmen (thèse d'habilitation), Berne, Herbert Lang (de), 1976, 239 p. (ISBN 326102027X)
- (de) Napoleon III : und die italienische Einigung, Berne, Herbert Lang (de), 1969, 83 p.
- (de) Friedensverträge aus der Zeit der deutschen Einigung, Berne, Herbert Lang (de), 1975, 103 p. (ISBN 3261014652)
- (de) Regula Frei-Stolba (dir.), Ulrich Im Hof (de) (dir.) et Beatrix Mesmer (dir.), Geschichte der Schweiz und der Schweizer, Bâle, Helbing Lichtenhahn, 1982-1983, 388 p. (vol. 1); 316 (vol. 2); 344 (vol. 3) (ISBN 371900810X)[13]
- (de) Ausgeklammert - eingeklammert : Frauen und Frauenorganisationen in der Schweiz des 19.Jahrhunderts, Bâle, Helbing Lichtenhahn, 1998, 366 p. (ISBN 3719010252)
- (de) Beatrix Mesmer (dir.), Die Verwissenschaftlichung des Alltags : Anweisungen zum richtigen Umgang mit dem Körper in der schweizerischen Populärpresse 1850-1900, Zurich, Chronos, 1997, 325 p. (ISBN 3905312247)
- (de) Staatsbürgerinnen ohne Stimmrecht: die Politik der schweizerischen Frauenverbände 1914-1971, Zurich, Chronos, 2007, 360 p. (ISBN 9783034008570)

## Fonds d'archives
Ses archives sont conservées à l'Université de Berne et à la fondation Gosteli.